# Герілья в Капарао
Герілья в Капарао (порт. Guerrilha do Caparaó) — партизанська війна (герілья) бразильських лівих повстанців з організації MNR (Революційний націоналістичний рух - Movimento Nacionalista Revolucionário) в горах Капарао (штати Еспіриту-Санту та Мінас-Жерайс) проти диктаторського режиму в країні.
Організація була заснована в Монтевідео (Уругвай), надихалася прикладом Сьєрра-Маестри, користувалася підтримкою Куби та орієнтувалося на Ліонела Брізолу, політичного супротивника диктатури. У ній перебували переважно відставні військовослужбовці.
Збройні виступи тривали протягом 1966-1967.